# Сребрначка река
Сребрначка река настаје у источном подножју Јелице (Завој, 1.788 м.н.в.) у оквиру Националног парка Копаоник.
У горњем делу тока Сребрначка река прима прву значајну леву притоку, Минину реку. У подножју Мале шиљаче (1.617 м.н.в.) и Брегова (1.542 м.н.в.) 200m низводно од састава, воде реке нестају у кречњачкој дубини дна корита. Речно корито је у потпуности без воде 300—500m низводно, све до појаве извора (већа зона истицања понирућих вода), смештених на левој страни корита Сребрначке реке. Количина воде која овде избија на површину мања је од оне која узводно понире. Сматра се да она делом подземно храни издан Вигниште, извориште Бруса. 
Целокупна зона понирања, као и сви извори везани за горњи слив Сребеничке реке, налазе се у мермерима и мермерисаним кречњацима. Речну мрежу Сребрначке реке, која је у доњем току позната као Паљевштица, карактерише асиметричност. Десна страна долине је без значајних токова, док је мрежа левих притока, углавном маловодних, разграната. Сребрначка река (Пљаштевица) лева је притока Брзећке реке, у коју се улива испод Орљака (875 м.н.в.). Пред ушћем је позната и под именом своје последње леве саставнице - Мале реке.